# کردلر، آق‌دام
کردلر (ترکی آذربایجانی: Kürdlər) یک منطقهٔ مسکونی در جمهوری آرتساخ است که در استان آسکران واقع شده‌است.